# Buồng nâng đỡ gương

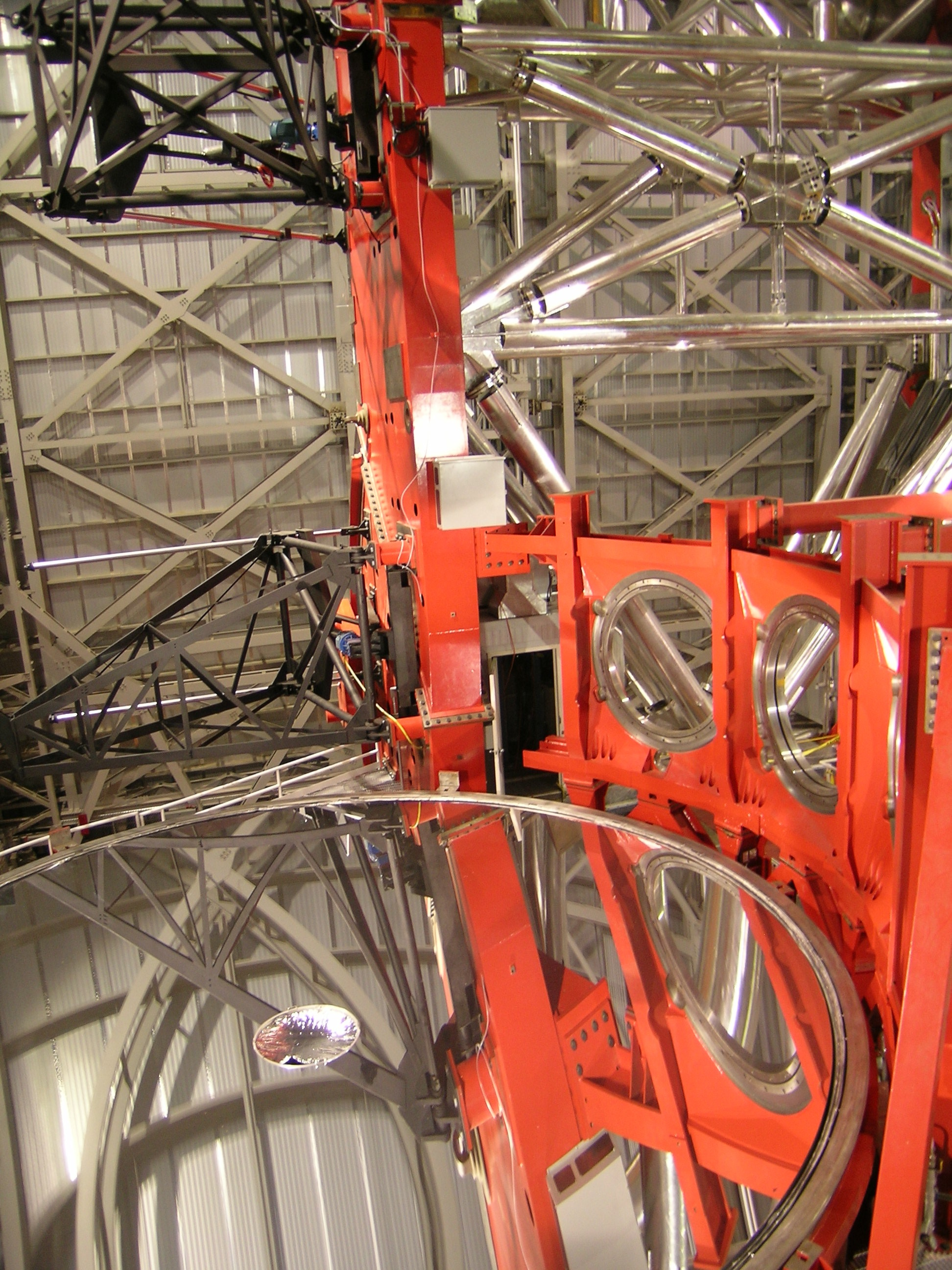
Gương của Large Binocular Telescope

Trong thiên văn học, một buồng nâng đỡ gương - phổ biến hơn là buồng gương - là thành phần của kính viễn vọng phản xạ hỗ trợ gương ở một vị trí để giữ liên kết quang học, cho phép điều chỉnh chuẩn trực và bảo vệ nó khỏi bị rơi ra ngoài. Cách sử dụng phổ biến của từ này biểu thị ô giữ gương chính (M1), tuy nhiên về mặt kỹ thuật, nó cũng có thể được sử dụng để biểu thị cụm hỗ trợ (thường được gọi là ống kẹp hoặc thanh chống) cho gương phụ (M2) hoặc các gương khác.

## Tổng quan

### Buồng cơ bản
Một buồng gương cơ bản có thể được xây dựng bằng cách sử dụng tính toán tối thiểu và các vật liệu đơn giản. Phức tạp hơn một chút là các buồng bằng gỗ, nhựa hoặc kim loại thường được dán và không thể điều chỉnh được hoặc chỉ điều chỉnh hạn chế và được sử dụng trong kính viễn vọng thương mại cấp thấp và kính thiên văn nhỏ hơn do nghiệp dư chế tạo.

### Các buồng cho kính thiên văn "nhỏ" tinh vi hơn
Các nhà sản xuất kính viễn vọng tìm kiếm phương pháp để xây dựng kính viễn vọng "nhỏ" lớn hơn với gương càng mỏng cùng kiểu dáng đơn giản không đủ để họ phải dùng đến phương pháp thiết kế phức tạp hơn trong đó bao gồm khả năng sử dụng các điều chỉnh đa trục tiềm năng và thiết kế buồng whiffletree nổi, thường tối ưu hóa sử dụng máy tính hỗ trợ thiết kế các chương trình. Vẫn còn rất nhiều cuộc thảo luận trong cộng đồng kính viễn vọng nghiệp dư về việc sử dụng keo và bổ sung các thiết bị vô định hướng đơn giản trong các buồng như vậy. 

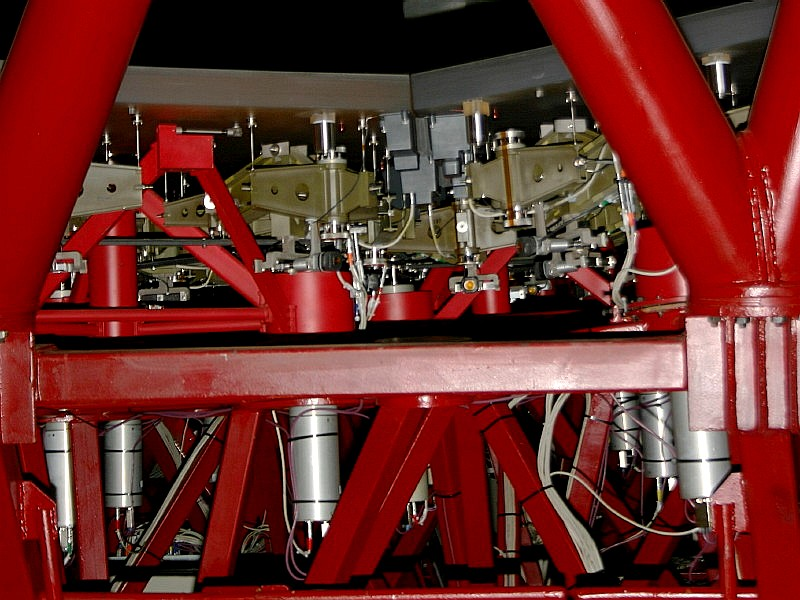
Thiết bị truyền động của quang học hoạt động trong buồng nâng đỡ gương của Gran telescopio Canarias.

### Các buồng cho kính thiên văn lớn
Các đài quan sát thiên văn đòi hỏi một buồng nâng đỡ gương nặng hơn và phức tạp hơn nhiều. Một ví dụ đáng chú ý về cấu trúc cần thiết cho các kính thiên văn như vậy là buồng kép cho các gương M1 của Large Binocular Telescope 8.4 mét tại Đài quan sát quốc tế Mount Graham. Đây là một hệ thống nhiều chùm sáng và dàn khung, lần lượt hỗ trợ hệ thống duy trì nhiệt độ và luồng không khí, sáu bộ truyền động vị trí và 160 bộ truyền động khí nén hoạt động với hệ thống quang học hoạt động của nó. Điều này dẫn đến một cấu trúc lắp ráp khổng lồ nặng khoảng 28 tấn mà không có gương. Một buồng gương như vậy đòi hỏi nhiều bước toán học của phân tích phần tử hữu hạn về biến dạng của nó dưới tải trọng tĩnh và chuyển động.